# Buzz Aldrin
Buzz Eugene Aldrin, Jr. (Glen Ridge, 20 januari 1930) is een voormalige Amerikaanse astronaut. Hij is de tweede mens die voet zette op de maan. Aldrin vocht als gevechtspiloot in de Koreaanse Oorlog.

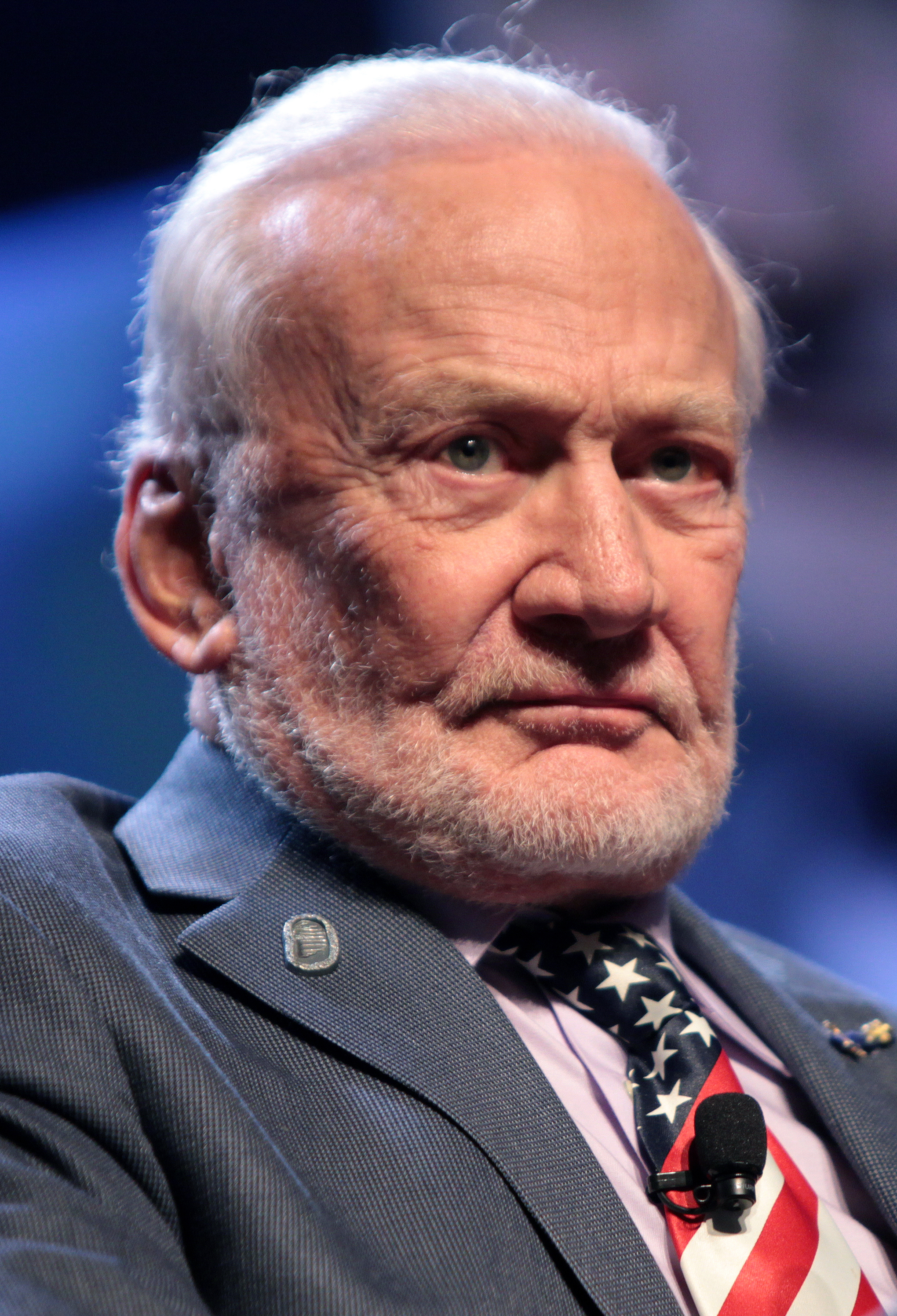
Buzz Aldrin in 2016

## Levensloop

### Jeugd
Hij werd geboren als Edwin Eugene Aldrin en is van Schotse, Zweedse en Duitse afkomst. Vanaf zijn kindertijd was 'Buzz' zijn bijnaam. De jongste van zijn twee oudere zussen sprak het woord 'brother' (broer) uit als "buzzer" en dat werd al snel ingekort tot "buzz". In 1988 veranderde Aldrin zijn eerste voornaam officieel in Buzz.

### Militaire carrière
Aldrin weigerde een volle studiebeurs van het Massachusetts Institute of Technology en ging naar de United States Military Academy in West Point. Hij eindigde in 1951 als de op twee na beste van zijn klas met een Bachelor of Science in de mechanische machinebouw. Hij werd tweede luitenant in de U.S. Air Force en vloog als gevechtspiloot een straalvliegtuig in de Koreaanse Oorlog. Hij vloog 66 gevechtsmissies in een F-86 Sabre en schoot twee Mikojan-Goerevitsj MiG-15-vliegtuigen neer. In het tijdschrift Life van 8 juni 1953 staan foto's genomen door Aldrin van een van de Russische piloten die zijn schietstoel gebruikt om uit zijn beschadigde vliegtuig te komen.
Buzz Aldrin behaalde in 1963 een doctoraat aan het Massachusetts Institute of Technology met het onderwerp "Line-of-sight guidance techniques for manned orbital rendezvous".

### Carrière als astronaut

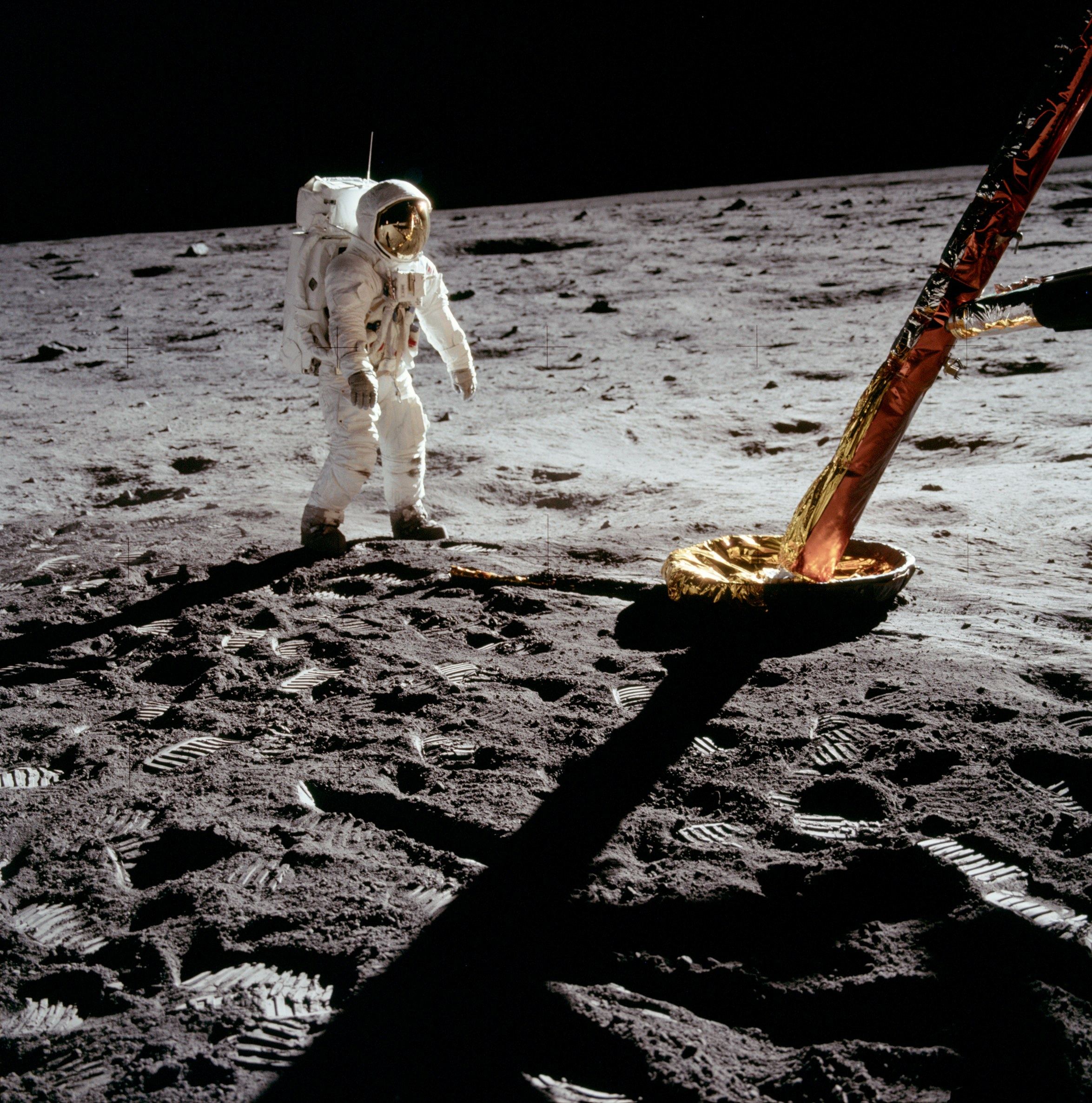
Aldrin op de maan

Aldrin ging ervan uit dat als hij ooit kans wilde maken om astronaut te worden, dat hij dan moest studeren op het naderen van andere ruimtevoertuigen. Hij werd er een expert in en collega's noemden hem Dr. Rendez-vous. Mede om zijn kennis van deze hemelmechanica werd hij in 1963 door de NASA geselecteerd als astronaut. Zijn eerste ruimtevlucht vond plaats in 1966 met de missie Gemini 12, een vier dagen durende reis, samen met Jim Lovell.
Met Neil Armstrong en Michael Collins vloog Aldrin in 1969 met de Apollo 11-missie naar de maan. Toen duidelijk werd dat Aldrin deel zou uitmaken van de missie, voerde hij achter de schermen een verbeten strijd met Neil Armstrong om de eerste stap op de maan te mogen zetten. De beslissing van de NASA viel in zijn nadeel uit. Aldrin werd op 20 juli 1969 uiteindelijk de tweede mens ooit op de maan (UTC). In Europa was het toen een dag later.
Op de maan plantte Armstrong de Amerikaanse vlag. De gedachte was dat die in een wereld zonder wind eeuwenlang zou blijven staan. Toen de maanlander opsteeg, zag Aldrin dat de vlag door de uitlaatgassen werd omgeblazen. De vlag is veel te klein om vanaf de aarde te zien en de astronauten besloten het ongelukje geheim te houden, aangezien het "oneerbiedig" behandelen van de Stars and Stripes in de VS erg gevoelig ligt. Latere maanreizigers zetten de vlag op grotere afstand van de maanlander, dus kennelijk had Aldrin de NASA gewaarschuwd. Pas in 2007 werd het door Aldrin in zijn autobiografie aan het grote publiek bekendgemaakt.
De presbyteriaan Aldrin nam op de maan, nog voor hij uit de capsule stapte, van brood en wijn, meegekregen uit zijn kerk. Dit gebeuren wordt in de Webster Presbyterian church jaarlijks herdacht op Lunar Communion Sunday.
Aldrin bleef met Armstrong 21 uur, 26 minuten en 21 seconden op de maan, waarvan Aldrin ongeveer twee uur en vijftien minuten op het maanoppervlak wandelde. De totale missie duurde acht dagen en drie uur.
Na zijn vlucht met de Apollo 11 nam Aldrin ontslag bij de NASA en in 1971 werd hij benoemd tot commandant van de Test Pilots School op Edwards Air Force Base.
Eind jaren zeventig was hij autohandelaar en verkocht hij Cadillacs. In zijn latere leven werd hij een groot pleitbezorger voor uitbreiding van het NASA-budget. Zo is hij voorstander van het vestigen van een basis op Mars met veertig tot zestig astronauten. Hij zou graag willen dat de eerste bemande landing op Mars tussen 2026 en 2035 een feit is.

### Privé
Aldrin is drie keer gescheiden en viermaal getrouwd. Hij heeft drie kinderen.
Op 21 januari 2023, berichtte Aldrin op Twitter dat hij was getrouwd met de 30 jaar jongere Dr. Anca Faur.
Na terugkomst van de maanmissie kampte Aldrin met manische depressies. Nadat hij door zijn therapeut was aangeraden vast werk te zoeken, werkte Aldrin als verkoper van tweedehands auto's, maar bleek hiervoor geen talent te hebben. Vijftien jaar lang was hij alcoholist. Hij genas nadat hij professionele hulp was gaan zoeken en voor de derde keer was getrouwd.
In 2007 bekende hij aan het tijdschrift Time dat hij recent een facelift had ondergaan.

## Onderscheidingen
Aldrin ontving uit handen van president Richard Nixon de Presidential Medal of Freedom, de hoogste Amerikaanse onderscheiding die een burger kan ontvangen. Van de NASA ontving hij de Ambassador of Exploration Award. In totaal ontving hij prijzen en medailles uit 23 landen.

## Vernoemingen
- Er is een planetoïde naar hem vernoemd: 6470 Aldrin.
- Op de maan, vlak bij de plek waar hij landde, draagt een krater zijn naam: de Aldrin-krater.
- Op de kruising van Hollywood Boulevard en Vine Street in Los Angeles (Californië) is een tegel naar hem vernoemd op de Walk of Fame, evenals een naar de bemanning van de Apollo 11.[10]

## Trivia
- Aldrin heeft een conflict gehad met Bart Sibrel, die beweerde dat de Apollo 11-astronauten nooit op de maan waren geweest en alles in scène hadden gezet. Hij had Aldrin naar een gebouw gelokt waar hij en een cameraman hem opwachtten. Sibrel eiste daar dat Aldrin in het licht van de camera op de Bijbel zou zweren dat hij op de maan heeft gelopen. Toen Aldrin weigerde, maakte Sibrel hem uit voor lafaard en bedrieger. Aldrin werd kwaad en gaf Sibrel een klap in zijn gezicht. De politie oordeelde dat Aldrin werd uitgelokt en seponeerde de kwestie.[11]
- Met Snoop Dogg maakte Aldrin een rapnummer, getiteld Rocket Experience.[12]
- Het personage Buzz Lightyear uit Toy Story is vernoemd naar Aldrin.